# Achva Academic College
Achva Academic College (hebrejsky: מכללת אחווה, Maklelet Achva, v přepisu do angličtiny: Ahva Academic College) je vzdělávací komplex v Izraeli, v Jižním distriktu, v Oblastní radě Be'er Tuvja. Leží v nadmořské výšce cca 60 metrů v pobřežní nížině, v regionu Šefela.
Nachází se 14 kilometrů od břehu Středozemního moře, cca 37 kilometrů jižně od centra Tel Avivu, cca 44 kilometrů jihozápadně od historického jádra Jeruzalému a 2 kilometry severovýchodně od města Kirjat Mal'achi. Osídlení v tomto regionu je etnicky převážně židovské. Vysoká škola Achva je na dopravní síť napojena pomocí dálnice číslo 3, která tu probíhá zároveň pod označením dálnice číslo 40.

## Dějiny
Achva Academic College byla založena v roce 1971 jako projekt iniciovaný Oblastní radou Be'er Tuvja. Zároveň došlo o několik let později v její blízkosti ke zřízení obce Achva určené mimo jiné pro ubytování personálu této školy. Spolupracuje s Ben Gurionovou univerzitou v Negevu.